# Нужель
Ну́жель — село в Україні, у Голобській селищній територіальній громаді Ковельського району Волинської області. Населення становить 272 осіб.

## Історія
Село було засноване у 1449 році. Перша згадка про Нужель датується 1541 роком.
У 1906 році село Голобської волості Ковельського повіту Волинської губернії. Відстань від повітового міста 25 верст, від волості 4. Дворів 68, мешканців 492.

## Населення
Згідно з переписом УРСР 1989 року чисельність наявного населення села становила 327 осіб, з яких 147 чоловіків та 180 жінок.
За переписом населення України 2001 року в селі мешкало 269 осіб.

### Мова
Розподіл населення за рідною мовою за даними перепису 2001 року:
| Мова       | Відсоток |
| ---------- | -------- |
| українська | 98,90 %  |
| російська  | 0,74 %   |
| білоруська | 0,37 %   |